# Dedicated
Dedicated es el cuarto álbum de estudio de la cantante canadiense Carly Rae Jepsen. Fue lanzado el 17 de mayo de 2019, a través de 604 Records, School Boy Records e Interscope Records. El álbum cuenta con los sencillos «Party for One», un sencillo doble que consiste en «Now That I Found You» y «No Drug Like Me», «Julien», y «Too Much». Jepsen anunció la gira The Dedicated Tour para promocionar el álbum.

## Composición y desarrollo
En abril de 2016, Jepsen dijo que se sentía inspirada y que esperaba lanzar nueva música a principios de 2017, pero no quería apresurarse. En mayo de 2016, dijo que se estaba inspirando en la música disco, incluida ABBA y los Bee Gees. En febrero de 2017, Jepsen dijo que había escrito 42 canciones para el álbum y que su principal influencia era Donna Summer. En agosto de 2017, dijo que había escrito más de 60 canciones, bromeando con que estaba haciendo «canciones para limpiar nuestra casa». En abril de 2018, Jepsen dijo que había escrito más de 100 canciones para el álbum y que estaba empezando a reducirlas. También lanzó un teaser para una canción que se especulaba con el título «This Love Isn't Crazy». En mayo de 2019, Jepsen había escrito casi 200 canciones, en donde se incluía una canción homónima del álbum pero que no fue incluida en la lista final de canciones.

## Lanzamiento y promoción

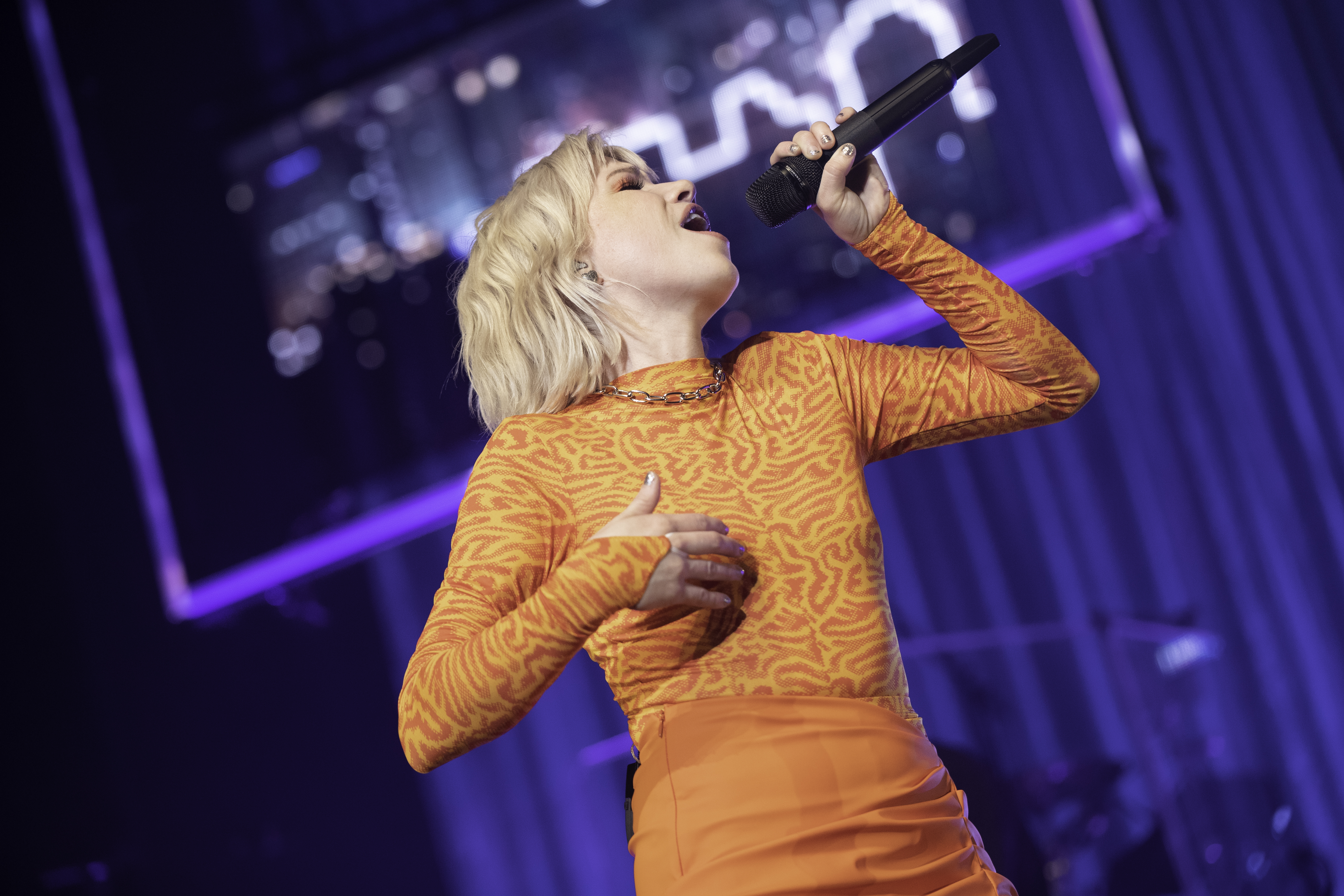
Carly Rae Jepsen and Phoebe Ryan live in Phoenix

El 1 de noviembre de 2018, Jepsen lanzó «Party for One», como el primer sencillo del álbum. El 27 de febrero de 2019, Jepsen lanzó un sencillo doble, «Now That I Found You» «No Drug Like Me». «No Drug Like Me» fue escrita en un campo de composición en Nicaragua, y un video musical para la canción se lanzó el 14 de marzo de 2019.
El 31 de marzo de 2019, Jepsen anunció un próximo lanzamiento en sus cuentas de redes sociales. El 1 de abril de 2019, se anunciaron el título del álbum y su fecha de lanzamiento, junto con las fechas de la gira The Dedicated Tour en Estados Unidos. El 17 de abril de 2019, Jepsen reveló la lista de canciones y la portada del álbum. Este fue puesto en preventa el 19 de abril de 2019 junto con la canción «Julien» como un bono por pedido. «Julien» se escribió en agosto de 2016 en Maderas Village, Nicaragua.
«Too Much» fue lanzada el 9 de mayo de 2019 como cuarto sencillo del álbum.

## Recepción crítica
Dedicated recibió críticas positivas de los críticos de música; Metacritic le agregó una calificación normalizada de 80, basada en 15 reseñas.
Heather Phares de AllMusic, escribió: «Jepsen está tan comprometida con su música como lo está con el ideal del verdadero amor, y la forma en que creció sin sacrificar su singularidad hace que Dedicated sea una clase magistral de lo que puede ser un álbum pop de 2010». Laura Snapes de The Guardian otorgó una calificación de cuatro estrellas de cinco, indicó que «ella usa menos cinturones, pero deja una impresión más fuerte: desmayarse ante la gentilmente funky «Julien»; seductora en el control del perdedor en «No Drug Like Me»; descarado como Cyndi Lauper en «Want You in My Room». Elisa Bray, de The Independent, calificó a Dedicated como «un álbum pop pulido», y le dio cuatro estrellas de cinco. Añadió que «tal vez esto la pondrá en la cima donde pertenece».

## Lista de canciones
Lista de canciones adaptada para iTunes.

| Dedicate — Edición estadar |                                        |                                                                                           |                                            |          |  |
| N.º                        | Título                                 | Escritor(es)                                                                              | Productor(es)                              | Duración |  |
| 1.                         | «Julien»                               | Carly Rae Jepsen, Jared Manierka, Benjamin Ruttner, Nate Cyphert, Kyle Shearer            | Shearer                                    | 3:54     |  |
| 2.                         | «No Drug Like Me»                      | Jepsen, Daniel Ledinsky, James Flannigan, John Hill, Jordan Palmer                        | Hill, Palmer                               | 3:28     |  |
| 3.                         | «Now That I Found You»                 | Jepsen, Benjamin Berger, Ryan McMahon, Ryan Rabin, Alexander O'Neill                      | Captain Cuts, Ayokay                       | 3:20     |  |
| 4.                         | «Want You in My Room»                  | Jepsen, Tavish Crowe, Jack Antonoff                                                       | Antonoff                                   | 2:46     |  |
| 5.                         | «Everything He Needs»                  | Jepsen, H. Nilsson, CJ Baran, Christopher J Baran, Benjamin Romans, Amanda Lucille Warner | CJ Baran, Romans                           | 3:38     |  |
| 6.                         | «Happy Not Knowing»                    | Jepsen, Crowe, Ledinsky, Hill, Palmer                                                     | Hill, Palmer                               | 2:41     |  |
| 7.                         | «I'll Be Your Girl»                    | Jepsen, Hill, Patrik Berger                                                               | Hill, Berger                               | 2:58     |  |
| 8.                         | «Too Much»                             | Jepsen, Noonie Bao, Jonnali Parmenius, Hill, Palmer                                       | Hill, Palmer                               | 3:17     |  |
| 9.                         | «The Sound»                            | Jepsen, Manierka, Thomas Schlieter, Noah Beresin                                          | Tommy English, Chiddy Bang, Noah Breakfast | 2:51     |  |
| 10.                        | «Automatically in Love»                | Jepsen, Nathaniel Campany, Hill, Rogét Chahayed                                           | Hill, Chahayed                             | 3:33     |  |
| 11.                        | «Feels Right» (junto a Electric Guest) | Jepsen, Asa Taccone, Electric Guest, Matthew Compton, Hill, Palmer                        | Hill, Palmer, Taccone                      | 2:43     |  |
| 12.                        | «Right Words Wrong Time»               | Jepsen, Alexandra Robotham, Chahayed                                                      | Alex Hope, Chahayed                        | 3:20     |  |
| 13.                        | «Real Love»                            | Jepsen, Christopher Whitehall, Flannigan                                                  | Flannigan, Koz, Jim Alxndr                 | 3:54     |  |
| 42:23                      |                                        |                                                                                           |                                            |          |  |

| — Edición física exclusiva de Target, edición digital estadounidense y edición de lujo internacional (Bonus tracks). |                 |                                               |                         |          |  |
| N.º | Título          | Escritor(es)                                  | Productor(es)           | Duración |  |
| 14. | «For Sure»      | Jepsen, Parmenius, Berger, Pontus Winnberg    | Berger, Winnberg        | 3:04     |  |
| 15. | «Party for One» | Jepsen, Crowe, Julia Karlsson, Anton Rundberg | Captain Cuts, Hightower | 3:03     |  |
| 48:30 |                 |                                               |                         |          |  |

| — Edición japonesa (Bonus tracks). |                                           |                                         |          |  |
| N.º                                | Título                                    | Escritor(es)                            | Duración |  |
| 16.                                | «Now That I Found You» (Until Dawn Remix) | Jepsen, Berger, McMahon, Rabin, O'Neill | 5:23     |  |
| 17.                                | «Party for One» (More Giraffes Remix)     | Jepsen, Karlsson, Rundberg, Crowe       | 2:46     |  |

## Posicionamiento en listas
| Chart (2019)                       | Peak position |
| ---------------------------------- | ------------- |
| Australia (ARIA)                   | 33            |
| Canadá (Billboard Canadian Albums) | 16            |
| Francia (SNEP)                     | 31            |
| Irlanda (IRMA)                     | 39            |
| Japón (Oricon)                     | 32            |
| Nueva Zelanda (RMNZ)               | 40            |
| Suiza (Schweizer Hitparade)        | 71            |
| Reino Unido (UK Albums Chart)      | 26            |
| Estados Unidos (Billboard 200)     | 18            |

## Historial de lanzamiento
| País   | Fecha              | Formato                          | Edición          | Discográfica                                      | Ref.         |
| ------ | ------------------ | -------------------------------- | ---------------- | ------------------------------------------------- | ------------ |
| Varios | 17 de mayo de 2019 | CD Descarga digital LP Streaming | Estándar De lujo | 604 Records School Boy Records Interscope Records | [ 9 ] [ 47 ] |